# Apatura pallida
Apatura pallida är en fjärilsart som beskrevs av Ludwig Osthelder 1925. Apatura pallida ingår i släktet Apatura och familjen praktfjärilar. Inga underarter finns listade i Catalogue of Life.